# Mare Nostrum (maison d'édition)
Pour les articles homonymes, voir Mare nostrum (homonymie).
Les éditions Mare Nostrum ont été en activité de 1990 à  2018 à Perpignan.

## Histoire
L'éditeur a organisé à deux reprises (2011 et 2012) un festival de polars, « Sang et noir »,.
La société a été placée en liquidation judiciaire le 18 avril 2018

## Catalogue
Mare Nostrum a édité notamment une histoire des juifs catalans, une introduction à l'œuvre du rabbin médiéval de Narbonne Menahem Meïri, initiateur du dialogue interreligieux, une étude sur Picasso à Céret, un essai sur Matisse à Collioure, l'histoire de la Sanch, tradition multiséculaire, celle des métiers infamants à Perpignan au Moyen Âge, des biographies de personnalités régionales comme Charles Trenet et de l'écrivain Ludovic Massé. 
Le catalogue comporte des titres sur Antonio Machado, la Retirada, les républicains espagnols, les camps de Rivesaltes, de Collioure, d'Argelès-sur-Mer, de Saint-Cyprien, du Barcarès ou du Vernet. 
Mare Nostrum publie des récits de voyage de Max Aub, Patrick Gifreu, Claude Delmas, Alexandra Apperce et Jean-Marie Blas de Roblès. 
Plusieurs collections de polars ont marqué une nouvelle direction de développement : "Polars catalans", "Polars Plein Sud", "Polars rose et noir", "Polars rock" (dirigée par Serguei Dounovetz).